# American Football League de 1926
La primera American Football League, en ocasiones llamada AFL I, AFLG, o la Grange League, fue una liga profesional de fútbol americano que operó solo en 1926.  Es considerada como la primera liga que dio una verdadera competencia de mercado a la National Football League. Fue fundada por C. C. Pyle y el halfback del Salón de la Fama Red Grange. El poco tiempo que operó de manera comercial tuvo a solo 9 equipos, en contra de la recientemente formada y más asentada NFL, e intento ganarle tanto aficionados como jugadores. Mientras que el mejor equipo de todos fue el de los New York Yankees de Pyle y Grange, fue evidente la falta de jugadores de renombre y las condiciones financieras de los demás equipos, lo que llevó a la disolución de la liga después de solo un año.

## Posiciones finales de la temporada de 1926
| Equipo                   | V  | D | E | Pct. | PF  | PC  | Dueño             |
| ------------------------ | -- | - | - | ---- | --- | --- | ----------------- |
| Philadelphia Quakers     | 8  | 2 | 0 | .800 | 93  | 52  | L. S. Conway      |
| New York Yankees         | 10 | 5 | 0 | .667 | 212 | 82  | C. C. Pyle        |
| Cleveland Panthers       | 3  | 2 | 0 | .600 | 62  | 46  | Z. X. Zimmerman   |
| Los Angeles Wildcats     | 6  | 6 | 2 | .500 | 105 | 83  | C. C. Pyle        |
| Chicago Bulls            | 5  | 6 | 3 | .455 | 88  | 69  | Joey Sternaman    |
| Boston Bulldogs          | 2  | 4 | 0 | .333 | 20  | 81  | Robert McKirby    |
| Rock Island Independents | 2  | 6 | 1 | .250 | 21  | 126 | A. H. Bowlby      |
| Brooklyn Horsemen        | 1  | 3 | 0 | .250 | 25  | 68  | Humbert Fugazy    |
| Newark Bears             | 0  | 3 | 2 | .000 | 7   | 26  | William Coughlin1 |

1 Presidente de la New Jersey Athletic Association, la organización a la que se le dio la franquicia